# Thuốc trị đái tháo đường
Thuốc trị tiểu đường / thuốc trị đái tháo đường điều trị đái tháo đường bằng cách hạ thấp mức glucose trong máu. Ngoại trừ insulin, exenatide, liraglutide và pramlintide, tất cả đều được dùng bằng đường uống và do đó còn được gọi là thuốc hạ đường huyết đường uống. Có nhiều nhóm thuốc chống tiểu đường khác nhau, và việc lựa chọn chúng phụ thuộc vào bản chất của bệnh tiểu đường, tuổi tác và tình trạng của người bệnh, cũng như các yếu tố khác.
Bệnh tiểu đường loại 1 là một căn bệnh gây ra do thiếu insulin. Insulin phải được sử dụng trong loại 1, và phải được tiêm.
Bệnh tiểu đường loại 2 là một bệnh về kháng insulin của các tế bào. Đái tháo đường loại 2 là loại tiểu đường phổ biến nhất. Các phương pháp điều trị bao gồm (1) các chất làm tăng lượng insulin do tuyến tụy tiết ra, (2) các chất làm tăng độ nhạy cảm của các cơ quan đích với insulin và (3) các chất làm giảm tốc độ glucose được hấp thu từ đường tiêu hóa.
Một số nhóm thuốc, chủ yếu được dùng bằng đường uống, có hiệu quả ở loại 2, thường được kết hợp. Sự kết hợp trị liệu ở loại 2 có thể bao gồm insulin, không nhất thiết là do thuốc uống đã thất bại hoàn toàn, nhưng để tìm kiếm sự kết hợp hiệu quả mong muốn. Ưu điểm lớn của việc tiêm insulin ở loại 2 là một bệnh nhân được giáo dục tốt có thể điều chỉnh liều, hoặc thậm chí dùng liều bổ sung, khi mức đường huyết được đo bởi bệnh nhân, thường là bằng một máy đo đơn giản, khi cần thiết bằng lượng đường đo được trong máu.

## Insulin
Insulin thường được tiêm dưới da, bằng cách tiêm hoặc bơm insulin. Nghiên cứu về các cách đưa insulin khác vào cơ thể người bệnh đang được tiến hành. Trong các cơ sở chăm sóc cấp tính, insulin cũng có thể được tiêm tĩnh mạch. Nói chung, có ba loại insulin, được đặc trưng bởi tốc độ chúng được chuyển hóa bởi cơ thể. Chúng là những loại thuốc có tác dụng nhanh, loại thuốc có tác dụng trung gian và loại thuốc có tác dụng dài.